# Canadá en los Juegos Paralímpicos de Nueva York y Stoke Mandeville 1984
Canadá estuvo representado en los Juegos Paralímpicos de Nueva York y Stoke Mandeville 1984 por un total de 166 deportistas, 120 hombres y 46 mujeres.

## Medallistas
El equipo paralímpico paralímpico obtuvo las siguientes medallas:
| Nombre               | Deporte                   | Evento                                              |
| -------------------- | ------------------------- | --------------------------------------------------- |
| Oro                  |                           |                                                     |
| Tham Simpson         | Atletismo                 | 100 m 1C femenino                                   |
| Tham Simpson         | Atletismo                 | 200 m 1C femenino                                   |
| Tham Simpson         | Atletismo                 | 400 m 1C femenino                                   |
| Tham Simpson         | Atletismo                 | 800 m 1C femenino                                   |
| Tham Simpson         | Atletismo                 | Eslalon 1C femenino                                 |
| Martha Gustafson     | Atletismo                 | 100 m 1A femenino                                   |
| Martha Gustafson     | Atletismo                 | 200 m 1A femenino                                   |
| Martha Gustafson     | Atletismo                 | 400 m 1A femenino                                   |
| Martha Gustafson     | Atletismo                 | 800 m 1A femenino                                   |
| Martha Gustafson     | Atletismo                 | Disco 1B femenino                                   |
| A. Ieretti           | Atletismo                 | 800 m 5 femenino                                    |
| A. Ieretti           | Atletismo                 | 1500 m 5 femenino                                   |
| A. Ieretti           | Atletismo                 | 5000 m 5 femenino                                   |
| Laura Misciagna      | Atletismo                 | 60 m C2 femenino                                    |
| Laura Misciagna      | Atletismo                 | 200 m C2 femenino                                   |
| Laura Misciagna      | Atletismo                 | Eslalon (pierna) C2 femenino                        |
| Debbi Kostelyk       | Atletismo                 | 100 m 3 femenino                                    |
| Debbi Kostelyk       | Atletismo                 | 400 m 3 femenino                                    |
| Christine Nicholas   | Atletismo                 | 1500 m B2 femenino                                  |
| Christine Nicholas   | Atletismo                 | 3000 m B2 femenino                                  |
| Stephania Balta      | Atletismo                 | Disco A2 femenino                                   |
| Stephania Balta      | Atletismo                 | Peso A2 femenino                                    |
| Joanne Bouw          | Atletismo                 | Jabalina C7 femenino                                |
| Joanne Bouw          | Atletismo                 | Peso C7 femenino                                    |
| Cheryl Hurd          | Atletismo                 | 3000 m B1 femenino                                  |
| Norah Good           | Atletismo                 | 3000 m B3 femenino                                  |
| Anne Farrell         | Atletismo                 | Jabalina A4 femenino                                |
| Judy Goodrich        | Atletismo                 | Jabalina C8 femenino                                |
| Equipo               | Atletismo                 | 4 × 100 m 2-5 femenino                              |
| Robert Easton        | Atletismo                 | 100 m C4 masculino                                  |
| Robert Easton        | Atletismo                 | 400 m C4 masculino                                  |
| Robert Easton        | Atletismo                 | 800 m C4 masculino                                  |
| R. Minor             | Atletismo                 | 200 m 4 masculino                                   |
| R. Minor             | Atletismo                 | 400 m 4 masculino                                   |
| R. Minor             | Atletismo                 | 800 m 4 masculino                                   |
| Robert Mearns        | Atletismo                 | 800 m C8 masculino                                  |
| Robert Mearns        | Atletismo                 | 1500 m campo a través C7 masculino                  |
| R. Hansen            | Atletismo                 | 1500 m 4 masculino                                  |
| R. Hansen            | Atletismo                 | Maratón 4 masculino                                 |
| Brian Kelly          | Atletismo                 | 20 m (brazo) C2 masculino                           |
| Paul Clark           | Atletismo                 | 800 m 2 masculino                                   |
| André Viger          | Atletismo                 | Maratón 3 masculino                                 |
| M. Fitzgerald        | Atletismo                 | Maratón 5 masculino                                 |
| Dan Leonard          | Atletismo                 | Disco A6-8 masculino                                |
| Jacques Martin       | Atletismo                 | Peso 4 masculino                                    |
| Arnold Boldt         | Atletismo                 | Salto de altura A2 masculino                        |
| Yvan Bourdeau        | Atletismo                 | Salto de longitud B1 masculino                      |
| Equipo               | Atletismo                 | 4 × 100 m C4 masculino                              |
| Equipo               | Atletismo                 | 4 × 200 m 1A-1C masculino                           |
| Leslie Lord          | Ciclismo en ruta          | Ruta 1500 m triciclo CP2 femenino                   |
| Wayne Bell           | Lucha                     | –48 kg masculino                                    |
| Eddie Morten         | Lucha                     | –68 kg masculino                                    |
| Josée Lake           | Natación                  | 50 m braza A9 femenino                              |
| Josée Lake           | Natación                  | 50 m espalda A9 femenino                            |
| Josée Lake           | Natación                  | 100 m libre A9 femenino                             |
| Josée Lake           | Natación                  | 150 m estilos A9 femenino                           |
| J. Fauche            | Natación                  | 25 m mariposa 2 femenino                            |
| J. Fauche            | Natación                  | 50 m libre 2 femenino                               |
| J. Fauche            | Natación                  | 200 m libre 2 femenino                              |
| J. Fauche            | Natación                  | 100 m estilos 2 femenino                            |
| Judy Goodrich        | Natación                  | 50 m espalda C8 femenino                            |
| Judy Goodrich        | Natación                  | 50 m libre C8 femenino                              |
| Judy Goodrich        | Natación                  | 100 m libre C8 femenino                             |
| Yvette Michel        | Natación                  | 100 m espalda B1 femenino                           |
| Yvette Michel        | Natación                  | 100 m libre B1 femenino                             |
| Yvette Michel        | Natación                  | 200 m estilos B1 femenino                           |
| Susan Chick          | Natación                  | 25 m libre C6 femenino                              |
| Susan Chick          | Natación                  | 50 m libre C6 femenino                              |
| Martha Gustafson     | Natación                  | 25 m libre 1B femenino                              |
| Debbie Willows       | Natación                  | 25 m libre con auxiliar C1 femenino                 |
| Andrea Rossi         | Natación                  | 400 m estilos B1 femenino                           |
| Equipo               | Natación                  | 4 × 50 m libre C1-C8 femenino                       |
| Tomas Hainey         | Natación                  | 100 m braza 6 masculino                             |
| Tomas Hainey         | Natación                  | 100 m libre 6 masculino                             |
| Tomas Hainey         | Natación                  | 400 m libre 6 masculino                             |
| Tomas Hainey         | Natación                  | 200 m estilos 6 masculino                           |
| Michael Edgson       | Natación                  | 100 m mariposa B3 masculino                         |
| Michael Edgson       | Natación                  | 200 m estilos B3 masculino                          |
| Michael Edgson       | Natación                  | 400 m estilos B3 masculino                          |
| Mark Hoyle           | Natación                  | 100 m braza B3 masculino                            |
| Mark Hoyle           | Natación                  | 400 m braza B3 masculino                            |
| Timothy McIsaac      | Natación                  | 400 m braza B1 masculino                            |
| Timothy McIsaac      | Natación                  | 400 m estilos B1 masculino                          |
| Bill Parry           | Natación                  | 50 m espalda C8 masculino                           |
| Gary Simpson         | Natación                  | 100 m espalda A4 masculino                          |
| Equipo               | Natación                  | 4 × 100 m estilos B1-B3 masculino                   |
| David Barefoot       | Tiro con arco             | Doble ronda FITA C1-C2 masculino                    |
| Plata                |                           |                                                     |
| A. Ieretti           | Atletismo                 | 200 m 5 femenino                                    |
| A. Ieretti           | Atletismo                 | 400 m 5 femenino                                    |
| Irene Larochelle     | Atletismo                 | 100 m C5 femenino                                   |
| Debbi Kostelyk       | Atletismo                 | 200 m 3 femenino                                    |
| D. Rakieki           | Atletismo                 | 800 m 4 femenino                                    |
| Cheryl Hurd          | Atletismo                 | 1500 m B1 femenino                                  |
| Norah Good           | Atletismo                 | 1500 m B3 femenino                                  |
| Stephania Balta      | Atletismo                 | Jabalina A2 femenino                                |
| Judy Zelman          | Atletismo                 | Peso 1C femenino                                    |
| Debbie Willows       | Atletismo                 | Precisión C1 femenino                               |
| Paul Clark           | Atletismo                 | 200 m 2 masculino                                   |
| Paul Clark           | Atletismo                 | 400 m 2 masculino                                   |
| Paul Clark           | Atletismo                 | 1500 m 2 masculino                                  |
| Paul Clark           | Atletismo                 | 5000 m 2 masculino                                  |
| Paul Clark           | Atletismo                 | Maratón 2 masculino                                 |
| M. Fitzgerald        | Atletismo                 | 1500 m 5 masculino                                  |
| M. Fitzgerald        | Atletismo                 | 5000 m 5 masculino                                  |
| Dan Leonard          | Atletismo                 | Jabalina A6-8 masculino                             |
| Dan Leonard          | Atletismo                 | Peso A6-8 masculino                                 |
| Yvan Bourdeau        | Atletismo                 | 100 m B1 masculino                                  |
| Robert Mearns        | Atletismo                 | 400 m C7 masculino                                  |
| R. Hansen            | Atletismo                 | 5000 m 4 masculino                                  |
| C. Stoddard          | Atletismo                 | Eslalon 3 masculino                                 |
| Robert Easton        | Atletismo                 | Eslalon C4 masculino                                |
| Walter Butt          | Atletismo                 | Disco C6 masculino                                  |
| J. Donahue           | Atletismo                 | Peso 1B masculino                                   |
| Denis Sevigny        | Atletismo                 | Peso C8 masculino                                   |
| Jeff Tiessen         | Atletismo                 | Salto de altura A5 masculino                        |
| Equipo               | Atletismo                 | 4 × 200 m 2-5 masculino                             |
| Equipo               | Atletismo                 | 4 × 400 m 2-5 masculino                             |
| Equipo               | Atletismo                 | 3 × 60 m C2-3 mixto                                 |
| Russell Cecchini     | Bochas                    | Individual C1 masculino                             |
| Gord Hamilton        | Bochas                    | Individual C2 masculino                             |
| Dean Dwyer           | Ciclismo en ruta          | Ruta 1500 m CP3 masculino                           |
| Dean Dwyer           | Ciclismo en ruta          | Ruta 5000 m CP3 masculino                           |
| Equipo               | Fútbol 7                  | Silla de ruedas torneo masculino                    |
| Equipo               | Golbol                    | Torneo femenino                                     |
| Arlene Aikenhead     | Hípica                    | Doma, paso básico C1-2 mixto                        |
| Tim Hamilton         | Hípica                    | Obstáculos, modalidad de paso C1-3 mixto            |
| Al Slater            | Levantamiento de potencia | –82,5 kg masculino                                  |
| Gino Vendetti        | Levantamiento de potencia | –90 kg masculino                                    |
| Chris Gabriel        | Lucha                     | –52 kg masculino                                    |
| Gord Hope            | Lucha                     | –57 kg masculino                                    |
| Pier Morten          | Lucha                     | –62 kg masculino                                    |
| Frank Dipierdomenico | Lucha                     | –74 kg masculino                                    |
| Wayne Prymych        | Lucha                     | –82 kg masculino                                    |
| Dave Duncan          | Lucha                     | –90 kg masculino                                    |
| Patricia Hennin      | Natación                  | 50 m libre C4 femenino                              |
| Patricia Hennin      | Natación                  | 200 m libre C4 femenino                             |
| S. Voth              | Natación                  | 100 m braza 5 femenino                              |
| S. Voth              | Natación                  | 400 m libre 5 femenino                              |
| Yvette Michel        | Natación                  | 100 m braza B1 femenino                             |
| Yvette Michel        | Natación                  | 400 m libre B1 femeninox                            |
| Susan Smith          | Natación                  | 50 m braza C8 femenino                              |
| Martha Gustafson     | Natación                  | 25 m espalda 1B femenino                            |
| Judy Goodrich        | Natación                  | 100 m espalda C8 femenino                           |
| Tamara Boccaccio     | Natación                  | 50 m libre B1 femenino                              |
| J. Fauche            | Natación                  | 50 m libre 2 femenino                               |
| Andrea Rossi         | Natación                  | 200 m estilos B1 femenino                           |
| Joe Higgins          | Natación                  | 50 m libre C4 masculino                             |
| Joe Higgins          | Natación                  | 100 m libre C4 masculino                            |
| Joe Higgins          | Natación                  | 200 m libre C4 masculino                            |
| Timothy McIsaac      | Natación                  | 100 m braza B1 masculino                            |
| Timothy McIsaac      | Natación                  | 200 m estilos B1 masculino                          |
| Timothy McIsaac      | Natación                  | 400 m libre B1 masculino                            |
| Mickey Macri         | Natación                  | 25 m espalda L2 masculino                           |
| Mickey Macri         | Natación                  | 25 m libre L2 masculino                             |
| Bill Parry           | Natación                  | 50 m braza C8 masculino                             |
| Bill Parry           | Natación                  | 50 m mariposa C8 masculino                          |
| Lee Grenon           | Natación                  | 100 m mariposa B2 masculino                         |
| Lee Grenon           | Natación                  | 400 m libre B2 masculino                            |
| Bruce Vandermolen    | Natación                  | 100 m braza B2 masculino                            |
| Philip Mindorf       | Natación                  | 100 m espalda A8 masculino                          |
| Greg Thompson        | Natación                  | 100 m espalda B1 masculino                          |
| Michael Edgson       | Natación                  | 100 m espalda B3 masculino                          |
| Brian Kelly          | Natación                  | 25 m libre con auxiliar C1 masculino                |
| Ken Booth            | Natación                  | 50 m libre B1 masculino                             |
| Dennis Quenneville   | Natación                  | 400 m libre A2 masculino                            |
| Tomas Hainey         | Natación                  | 100 m mariposa 6 masculino                          |
| Scott Herron         | Natación                  | 400 m estilos B1 masculino                          |
| Equipo               | Natación                  | 4 × 100 m libre B1-B3 masculino                     |
| Equipo               | Natación                  | 4 × 100 m estilos A1-A9 masculino                   |
| Bronce               |                           |                                                     |
| Judy Zelman          | Atletismo                 | 200 m 1C femenino                                   |
| Judy Zelman          | Atletismo                 | 400 m 1C femenino                                   |
| Judy Zelman          | Atletismo                 | Jabalina 1C femenino                                |
| Anne Farrell         | Atletismo                 | 100 m A4 femenino                                   |
| Anne Farrell         | Atletismo                 | 400 m A4 femenino                                   |
| Susan Smith          | Atletismo                 | Disco C5 femenino                                   |
| Susan Smith          | Atletismo                 | Jabalina C5 femenino                                |
| Joanne Bouw          | Atletismo                 | Disco C7 femenino                                   |
| Joanne Bouw          | Atletismo                 | Salto de longitud C7 femenino                       |
| Harriet Lahman       | Atletismo                 | Balón medicinal C2 femenino                         |
| Harriet Lahman       | Atletismo                 | Distancia C2 femenino                               |
| Sandy Morgan         | Atletismo                 | 100 m C5 femenino                                   |
| Elaine Hewitt        | Atletismo                 | 200 m C3 femenino                                   |
| Kim Umbach           | Atletismo                 | 3000 m B3 femenino                                  |
| Debbie Willows       | Atletismo                 | Distancia C1 femenino                               |
| Martha Johnson       | Atletismo                 | Peso C5 femenino                                    |
| Cheril Barrer        | Atletismo                 | Salto de longitud A2 femenino                       |
| R. Minor             | Atletismo                 | 100 m 4 masculino                                   |
| R. Minor             | Atletismo                 | Maratón 4 masculino                                 |
| T. Gehlert           | Atletismo                 | 100 m 1B masculino                                  |
| Gino Vendetti        | Atletismo                 | 800 m C4 masculino                                  |
| M. Fitzgerald        | Atletismo                 | 800 m 5 masculino                                   |
| André Viger          | Atletismo                 | 1500 m 3 masculino                                  |
| R. Sampson           | Atletismo                 | Maratón 3 masculino                                 |
| Denis Sevigny        | Atletismo                 | Disco C8 masculino                                  |
| Brian Kelly          | Atletismo                 | Eslalon C2 masculino                                |
| Ken Thomas           | Atletismo                 | Eslalon (pierna) C2 masculino                       |
| John Belanger        | Atletismo                 | Peso A1 masculino                                   |
| Peter Palubicki      | Atletismo                 | Peso A3 masculino                                   |
| B. Schmid            | Atletismo                 | Peso 1B masculino                                   |
| Glenn Whitford       | Atletismo                 | Peso C4 masculino                                   |
| Debbie Willows       | Bochas                    | Individual C1 femenino                              |
| Chene la Rochelle    | Hípica                    | Doma, modalidad de paso y trote avanzado C4-5 mixto |
| Chene la Rochelle    | Hípica                    | Doma, modalidad de paso y trote básico C4-5 mixto   |
| Arlene Aikenhead     | Hípica                    | Obstáculos, modalidad de paso C1-3 mixto            |
| Tim Hamilton         | Hípica                    | Doma, paso básico C1-2 mixto                        |
| Jennifer Veenboer    | Natación                  | 50 m braza A9 femenino                              |
| Jennifer Veenboer    | Natación                  | 50 m espalda A9 femenino                            |
| Jennifer Veenboer    | Natación                  | 150 m estilos A9 femenino                           |
| S. Voth              | Natación                  | 100 m espalda 5 femenino                            |
| S. Voth              | Natación                  | 100 m libre 5 femenino                              |
| S. Voth              | Natación                  | 200 m estilos 5 femenino                            |
| Andrea Rossi         | Natación                  | 100 m mariposa B1 femenino                          |
| Andrea Rossi         | Natación                  | 400 m braza B1 femenino                             |
| Andrea Rossi         | Natación                  | 400 m libre B1 femenino                             |
| Tamara Boccaccio     | Natación                  | 50 m braza B1 femenino                              |
| Susan Chick          | Natación                  | 25 m espalda C6 femenino                            |
| Martha Johnson       | Natación                  | 50 m libre C5 femenino                              |
| Patricia Hennin      | Natación                  | 100 m libre C4 femenino                             |
| Bob Scrace           | Natación                  | 25 m libre C6 masculino                             |
| Bob Scrace           | Natación                  | 50 m libre C6 masculino                             |
| J. Stanfield         | Natación                  | 100 m braza 4 masculino                             |
| J. Stanfield         | Natación                  | 100 m espalda 4 masculino                           |
| Jim Visser           | Natación                  | 50 m braza B2 masculino                             |
| Jim Visser           | Natación                  | 400 m braza B2 masculino                            |
| Rick Gronman         | Natación                  | 50 m braza C8 masculino                             |
| Dennis Quenneville   | Natación                  | 100 m braza A2 masculino                            |
| Joe Higgins          | Natación                  | 50 m espalda C4 masculino                           |
| Russell Cecchini     | Natación                  | 25 m libre con auxiliar C1 masculino                |
| Ken Thomas           | Natación                  | 25 m libre con auxiliar C2 masculino                |
| Bill Parry           | Natación                  | 50 m libre C8 masculino                             |
| Mark Ludbrook        | Natación                  | 100 m libre A4 masculino                            |
| Mark Hoyle           | Natación                  | 400 m libre B3 masculino                            |
| Ken Booth            | Natación                  | 100 m mariposa B1 masculino C1 masculino            |
| Gary Simpson         | Natación                  | 200 m estilos A4 masculino                          |
| Lee Grenon           | Natación                  | 400 m estilos B2 masculino                          |
| Equipo               | Natación                  | 4 × 50 m libre C1-C8 masculino                      |
| Equipo               | Natación                  | 4 × 100 m libre A1-A9 masculino                     |
| Martha Johnson       | Tenis de mesa             | Individual C3 femenino                              |